# On Call (série de televisão)
On Call (No Brasil: Plantão Policial) é uma série de televisão americana de drama processual criada por Tim Walsh e Elliot Wolf que está programada para estrear no Prime Video. Originalmente programada para IMDb TV, os oito episódios da série foram oficialmente encomendados em abril de 2023. É a primeira série de Dick Wolf a ser feita em um formato de meia hora com o tempo de duração sendo de 24 minutos.

## Premissa
A série segue a oficial de treinamento veterano Traci Harmon do Departamento de Polícia de Long Beach e seu parceiro novato Alex Diaz enquanto respondem a chamadas de emergência nas ruas de Long Beach, Califórnia e também navegam pelas consequências da perda de um colega policial.

## Elenco

### Principal
- Troian Bellisario como Oficial Traci Harmon
- Brandon Larracuente como  Oficial Alex Diaz
- Eriq La Salle como Sargento Lasman
- Lori Loughlin como Tenente Bishop
- Rich Ting como Sargento Koyama

### Participação
- Monica Raymund como Oficial Maria Delgado[3]

## Episódios

### 1.ª temporada (2025)
| N.º na série | N.º na temp. | Título                 | Dirigido por  | Escrito por                | Lançamento           |
| ------------ | ------------ | ---------------------- | ------------- | -------------------------- | -------------------- |
| 1            | 1            | "Pilot"                | Eriq La Salle | Tim Walsh & Elliot Wolf    | 9 de janeiro de 2025 |
| 2            | 2            | "Laws of the Universe" | Eriq La Salle | Tim Walsh & Elliot Wolf    | 9 de janeiro de 2025 |
| 3            | 3            | "South of Heaven"      | Brenna Malloy | Molly Manning              | 9 de janeiro de 2025 |
| 4            | 4            | "Unsung"               | Brenna Malloy | Bryan Garcia               | 9 de janeiro de 2025 |
| 5            | 5            | "Not Your Savior"      | Eriq La Salle | Tiffany Bratcher           | 9 de janeiro de 2025 |
| 6            | 6            | "L.A. Woman"           | Eriq La Salle | Molly Manning              | 9 de janeiro de 2025 |
| 7            | 7            | "War Machine"          | Brenna Malloy | Bryan Gracia & John Conley | 9 de janeiro de 2025 |
| 8            | 8            | "How the West Was Won" | Brenna Malloy | Tim Walsh & Elliot Wolf    | 9 de janeiro de 2025 |

## Produção
A série foi anunciada pela IMDB TV (agora conhecida como Amazon Freevee) em maio de 2021, com Dick Wolf sendo produtor executivo da série e com a empresa digital ATTN: produzindo o programa. As empresas de produção a bordo são Wolf Entertainment e Universal Television. Essa marcaria a primeira série de streaming de Dick Wolf. No mês seguinte, foi anunciado que Ben Watkins serviria como showrunner e produtor executivo da série ao lado de Elliot Wolf.
Em abril de 2023, foi anunciado que Troian Bellisario e Brandon Larracuente haviam sido escalados como protagonistas. Também foi anunciado no mesmo mês que Eriq La Salle, que também dirigiu os episódios 1, 2, 5 e 6 da série, e Peter Jankowski se juntaram como produtores executivos.
Em outubro de 2024, foi anunciado que Eriq La Sale, Lori Loughlin e Rich Ting haviam sido escalados para a série.
Além disso, foi anunciado que a série se mudaria da Amazon Freevee para o Amazon Prime Video e recebeu uma ordem de temporada de oito episódios de meia hora.
A produção da série foi colocada em hiato em maio de 2023 devido a piquetes durante a Greve dos roteiristas dos Estados Unidos de 2023.

## Lançamento
A série foi lançada no Amazon Prime Video em 9 de janeiro de 2025.

## Recepção
O site agregador de avaliações Rotten Tomatoes deu uma classificação de aprovação de 53% com uma classificação média de 5,5/10, com base em 15 avaliações críticas. O consenso dos críticos do site diz: "On Call é uma patrulha pouco exigente graças ao seu formato de meia hora, mas o tempo de execução mais curto é a única nova novidade que traz para o gênero de drama policial". Metacritic, que usa uma média ponderada, atribuiu uma pontuação de 46 de 100 com base em 9 críticos, indicando avaliações "mistas ou médias".